# Csaba Horváth (piłkarz)
Csaba Horváth (ur. 2 maja 1982 w Dunajskiej Stredzie) – słowacki piłkarz węgierskiego pochodzenia występujący na pozycji obrońcy.
Bratem zawodnika jest inny piłkarz, Vojtech Horváth.

## Kariera klubowa
Horváth zaczynał karierę w 2002 roku w klubie ŠKP Devín, jednakże już po połowie sezonu przeniósł się do 1. FC Synot, gdzie grał przez rok. W 2004 roku podpisał kontrakt z Laugaricio Trenčín i występował tam aż do 2008 roku (z krótką przerwą na grę w 1. FC Slovácko). W 2008 roku został zawodnikiem holenderskiego ADO Den Haag. Przez trzy lata rozegrał w tym zespole 48 spotkań. 4 lipca 2010 roku przeszedł do Zagłębia Lubin. 18 sierpnia 2012 roku w meczu pierwszej kolejki Ekstraklasy sezonu 2012/2013 z Pogonią Szczecin doznał złamania ręki, a po zakończeniu rozgrywek trafił do Piasta Gliwice. We wrześniu 2015 został zawodnikiem słowackiego trzecioligowca FC ŠTK 1914 Šamorín.

## Reprezentacja
12 sierpnia 2009 roku Horváth zadebiutował w reprezentacji Słowacji. Stało się to w zremisowanym spotkaniu z Islandią (1:1), rozegranym na stadionie Laugardalsvöllur.